# Berchemia floribunda
Berchemia floribunda là một loài thực vật có hoa trong họ Táo. Loài này được Nathaniel Wallich mô tả khoa học đầu tiên năm 1824 dưới danh pháp Ziziphus floribunda. Năm 1826 Adolphe Theodore Brongniart chuyển nó sang chi Berchemia.
Tên gọi trong tiếng Việt là biệt sâm nhiều hoa, biệt sâm Girald; trong tiếng Trung là 多花勾儿茶 (đa hoa câu nhân trà).

## Phân bố
Loài này được tìm thấy trong khu vực Ấn Độ (ven Himalaya), Bangladesh, Bhutan, Lào, Myanmar, Nepal, Nhật Bản (cả Lưu Cầu), Thái Lan, bán đảo Triều Tiên, Trung Quốc, Việt Nam. Môi trường sống là rừng miền núi, tầng dưới tán trong rừng và bụi rậm trên sườn núi, bìa rừng, thung lũng; cao độ dưới 2600 m.

## Mô tả
Cây bụi leo bám hoặc mọc thẳng. Các cành non màu xanh lục-vàng, nhẵn nhụi, bóng. Các lá kèm hình mác hẹp, 1–2 mm, bền; cuống lá 1–2 cm, hiếm khi tới 5 cm, nhẵn nhụi; phiến lá mặt xa trục màu nâu sẫm khi khô, mặt gần trục màu xanh lục, hình trứng hoặc hình trứng-elip đến hình elip, 4-9(-11) × 2-5(-6,5) cm, dạng giấy, mặt xa trục nhẵn nhụi hoặc thưa lông tơ trên các gân lá, mặt gần trục nhẵn nhụi, gân bên 9-12 đôi, nổi rõ ở cả hai mặt, đáy thuôn tròn đến hình tim, mép nguyên, đỉnh tù đến thuôn tròn, hoặc nhọn đến nhọn thon. Cụm hoa đến 15 cm; các nhánh bên nhỏ hơn 5 cm; trục cụm hoa nhẵn nhụi hoặc thưa lông tơ mịn. Hoa nhiều, nhẵn nhụi, ít hoa mọc thành chùm, ở các chùy hoa dạng xim ở đầu cành hoặc các cành hoa dạng xim ở nách lá. Cuống hoa 1–2 mm. Ống đài hoa dạng xương bánh chè nông, nhẵn nhụi; các thuỳ hình tam giác hẹp, mặt gần trục có gờ khác biệt lên tới đoạn giữa. Cánh hoa hình thìa, bao quanh nhị hoa. Đĩa hoa dày, mọng thịt, lồi ở trung tâm rõ rệt. Bầu nhụy gần như chìm hoàn toàn trong đĩa; vòi nhụy hình trụ, không phân chia; đầu nhụy 2 hoặc 3 thùy. Quả hạch màu đỏ, khi thuần thục màu đen ánh xanh lam, hình trụ-elip đến hình trứng-thuôn dài, 7-10 × 4–5 mm, với đĩa hình chén bền; hạch 2 ngăn; cuống quả 2–3 mm, nhẵn nhụi. Ra hoa tháng 7-10, tạo quả tháng 4-tháng 7 năm sau.

## Sử dụng
Rễ được sử dụng trong y học để giảm đau. Lá non được dùng thay thế trà.

## Hình ảnh

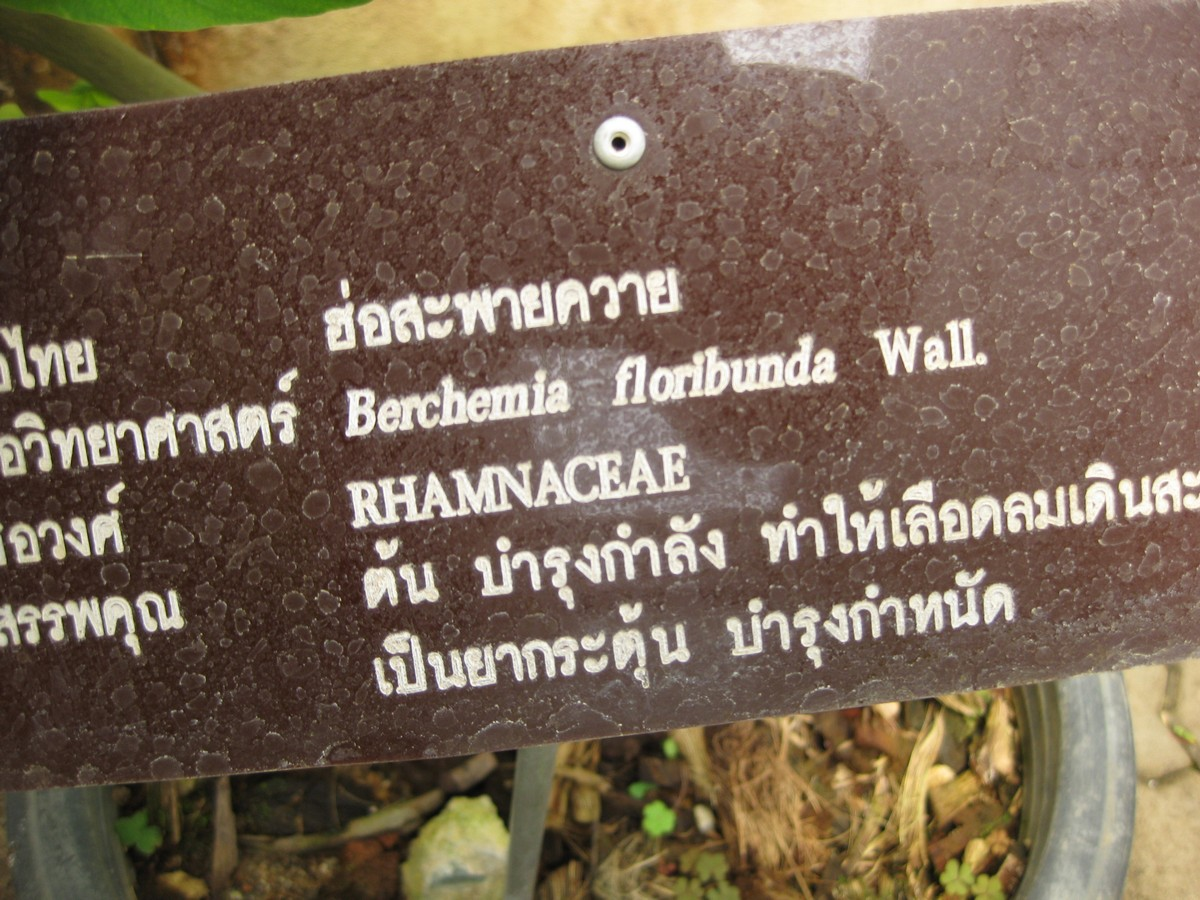